# Z-transformace
Z-transformace je název několika matematických transformací.

## Funkce komplexní proměnné
Z-transformace (jednostranná, unilaterální) posloupnosti {\displaystyle x(k)} je definována
{\displaystyle X(z)=\sum _{k=0}^{\infty }x(k)z^{-k}},
kde {\displaystyle z} je komplexní proměnná. Množina hodnot {\displaystyle z}, pro něž sumace konverguje, se nazývá oblast konvergence. Lze ukázat, že jestliže sumace konverguje pro danou posloupnost v bodě {\displaystyle z_{0}}, pak konverguje v každém bodě {\displaystyle z}, pro který platí {\displaystyle \left|z\right|>\left|z_{0}\right|}. Oblast konvergence Z-transformace je tedy {\displaystyle \left|z\right|>R}, kde {\displaystyle R} je dáno chováním posloupnosti {\displaystyle x(k)} pro {\displaystyle k\to \infty } .
Inverzní Z-transformace je dána vztahem:
{\displaystyle x(k)={\frac {1}{2\pi i}}\oint _{C}X(z)z^{k-1}\,\mathrm {d} z}
kde {\displaystyle C} je jednoduchá uzavřená kladně orientovaná křivka ležící v oblasti konvergence a obklopující všechny póly.
S použitím Z-transformace se setkáme hlavně při řešení diferenčních rovnic, při hledání vlastností a realizaci systémů pracujících v diskrétním čase (např. digitální signální procesor).
Ve spojitém světě se za příbuzného Z-transformace považuje Laplaceova transformace.

## Statistika

### Fisherova z-transformace
Je-li r výběrový koeficient korelace mezi dvěma náhodnými vektory X a Y, má Fisherova Z-transformace tvar
{\displaystyle Z={\frac {1}{2}}\ln {\frac {1+r}{1-r}}}.
Pokud oba náhodné vektory X i Y pocházejí z normálního rozdělení, má takto vzniklá náhodná veličina Z přibližně normální rozdělení.

### Transformace na z-skóry
Jako z-transformace se ve statistice také označuje lineární transformace souboru hodnot kvantitativního (číselného) znaku. Jejím cílem je dosáhnout u transformovaného znaku průměru rovného nule a směrodatné odchylky rovné jedné. Hodnoty po transformaci se pak označují jako z-skóry.
Je-li průměr souboru hodnot roven μ a směrodatná odchylka rovna σ, má z-transformace tvar
{\displaystyle y={\frac {x-\mu }{\sigma }}},
kde x jsou původní hodnoty a y transformované hodnoty.